# Luciano Padoan
Luciano Padoan (Cormons, 27 ottobre 1930) è un ex calciatore italiano, di ruolo attaccante.

## Caratteristiche tecniche
Giocava come centravanti.

## Carriera
Nella stagione 1948-1949 fa parte della rosa del Brindisi in Serie C; l'anno successivo fa il suo esordio tra i professionisti giocando 28 partite in terza serie, categoria in cui segna anche i suoi primi 3 gol in carriera.
Passa poi al Treviso, società con cui nella stagione 1950-1951 gioca 3 partite in Serie B. Nella stagione 1951-1952 fa ritorno a Brindisi con la formula del prestito; con i pugliesi si mette in mostra segnando 10 gol in 32 presenze in Serie C e tornando quindi al Treviso per la stagione successiva, nel corso della quale segna i suoi primi 3 gol in carriera in Serie B nell'arco di 16 presenze. Gioca in Serie B con il Treviso anche nella stagione 1953-1954, nella quale viene fatto scendere in campo 11 volte e non va mai in gol.
Nel 1954 i veneti lo cedono alla Sambenedettese in Serie C: nel suo primo anno l'attaccante friulano segna un solo gol in 15 presenze, mentre nella stagione 1955-1956 è decisivo per la vittoria del campionato con 15 gol in 29 presenze, che fanno di lui il miglior marcatore stagionale dei marchigiani. Gioca nella Sambenedettese anche nella stagione 1956-1957 e nella stagione 1957-1958, entrambe in Serie B: nel primo anno realizza 3 gol in 15 presenze, mentre nel secondo realizza 2 gol in 7 apparizioni. Nell'estate del 1958 lascia dopo quattro anni la Sambenedettese, con un bilancio di 66 presenze e 21 gol in maglia rossoblù.
Gioca la stagione 1958-1959 con la maglia del Vigevano neopromosso in Serie B, e nel corso dell'annata segna 2 gol in 6 presenze nella serie cadetta. Dopo la retrocessione del Vigevano va a giocare nel Monfalcone neopromosso in Serie C: nella stagione 1959-1960 segna un gol in 15 presenze, lasciando la squadra dopo la retrocessione in Serie D ed accasandosi al Portogruaro, a sua volta militante in questo campionato. Qui segna 14 gol in 32 presenze, per poi tornare al Monfalcone (40 presenze totali nell'arco di due campionati consecutivi, il primo in Serie D ed il secondo in Serie C) ed infine chiudere la carriera dopo un secondo anno al Portogruaro, nel quale mette a segno 6 gol in 26 presenze nel campionato di Serie D.
In carriera ha giocato complessivamente 58 partite in Serie B, categoria in cui ha segnato complessivamente 20 reti.

## Palmarès

### Club

#### Competizioni nazionali
- Serie C: 1

Sambenedettese: 1955-1956
- Serie D: 1

C.R.D.A. Monfalcone: 1961-1962